# Pupov
Pupov (1096 m n. m.) je nejvyšším bodem Kysucké vrchoviny. Nachází se asi 5 km severovýchodně od Terchové a 4 km západně od Zázrivé na hranici mezi okresy Žilina a Dolný Kubín (Žilinský kraj). Masiv Pupova je protáhlý ve směru východ-západ a kromě nejvyššího východního vrcholu má ještě dva nižší - prostřední (1059 m) a západní (1045 m). Na jihu je hora oddělena sedlem Rovná hora od Malého Rozsutce v Malé Fatře. Omezený výhled poskytuje pouze nižší západní vrchol.

## Přístup
- po žluté  turistické značce z osady Jánošíkovci nebo z rozcestí Poľany (značka vede pouze na západní vrchol)